# 18 janvier 1956
Le mercredi 18 janvier 1956 est le 18e jour de l'année 1956.

## Naissances
- Jack Sherman, guitariste de Los Angeles
- Christoph Prégardien, ténor allemand
- Mark Collie, musicien de musique country et acteur américain
- Sharon Mitchell, actrice et réalisatrice de films pornographiques
- Yū Mizushima, doubleur de film japonais
- Elli Medeiros, chanteuse et actrice uruguayenne
- Paul Deighton, homme politique britannique
- Thierry Pallesco, organiste et compositeur français

## Décès
- Dowina-Évariste Joyal (né le 30 mai 1892), homme politique québécois
- Maurice Brançon (né le 12 février 1887), syndicaliste français
- Theodor Endres (né le 25 septembre 1876), général d'artillerie allemand

## Autres événements
- Sortie française du film Marguerite de la nuit
- Fondaiton de la Nationale Volksarmee, armée de la RDA